# Андикира
Андики́ра (греч. Αντικύρα ή Αντίκυρα) — приморский малый город в Греции, восточнее древнего города Антикиры. Расположен на высоте 2 метра над уровнем моря, на северном побережье Коринфского залива, в 7 километрах к юго-западу от Дистомона, в 16 километрах к юго-востоку от Дельф, в 22 километрах к юго-западу от Левадия, в 69 километрах к востоку от Нафпактоса и в 106 километрах к северо-западу от Афин. Входит в общину (дим) Дистомон-Арахова-Андикира в периферийной единице Беотия в периферии Центральная Греция. Население 1448 жителей по переписи 2011 года.

## Сообщество Андикира
В общинное сообщество Андикира входят три населённых пункта. Население 1537 жителей по переписи 2011 года. Площадь 23,332 квадратного километра.
| Населённый пункт | Население (2011), человек |
| ---------------- | ------------------------- |
| Айия-Сотира      | 0                         |
| Айос-Исидорос    | 89                        |
| Андикира         | 1448                      |

## Население
| Год  | Население, человек |
| ---- | ------------------ |
| 1991 | 1843               |
| 2001 | 2103               |
| 2011 | ↘ 1448             |